# Sergio Galarza
Sergio Galarza (La Paz, 25 de agosto de 1975) é um ex-futebolista profissional boliviano que atuava como goleiro.

## Carreira
Galarza integrou a Seleção Boliviana de Futebol na Copa América de 1999, 2004, 2007 e 2011.